# Vaccinium pallidum
Vaccinium pallidum là một loài thực vật có hoa thuộc chi Việt quất, thường được biết đến với cái tên thông dụng như việt quất sườn đồi, việt quất núi Blue Ridge, việt quất bụi thấp. Nó có nguồn gốc từ miền trung Canada (bang Ontario), miền trung và đông Hoa Kỳ (từ bang Maine đến Wisconsin và xa về phía nam của bang Georgia và Louisiana) và các vùng thuộc dãy núi Ozark của Missouri, Arkansas, đông nam Kansas và đông Oklahoma.

## Mô tả
Vaccinium pallidum là loài cây bụi rụng lá, mọc thẳng đứng, sinh sản theo hình thức sinh sản sinh dưỡng hoặc sinh hản hữu tính thông qua hạt của chúng. Nó thường cao từ 20 cm đến 1 mét tùy thuộc vào điều kiện môi trường. Vỏ cây màu xanh nâu hoặc đỏ, cành non có màu vàng xanh, hơi ửng đỏ hoặc xám.
Lá hình bầu dục và dài từ 2 đến 6 cm, chuyển sang đỏ vào mùa thu. Hoa có hình chuông hoặc hình bầu dục, có màu trắng hồng hoặc trắng xanh, dài khoảng 0,5 - 1 cm. Chúng được thụ phấn bởi ong nghệ hoặc loài Andrena carlini. Quả mọng có đường kính 1,2 cm, màu đen bóng hoặc xanh thẫm, có phủ bột mịn, hiếm khi chúng có màu trắng tinh khiết.
V. pallidum sinh trưởng trong nhiều loại môi trường, bao gồm các vùng rừng, trảng cỏ, đầm lầy. Nó có thể phát triển dưới các tán cây của các loài thông, sồi, phong. Chúng thường mọc ven đường hoặc ở những nơi trống trải. Nó cũng có thể phát triển trên đất khô, đá sỏi, đất cát và đất sét. Đây là loài ưa ẩm.
Quả của loài này là thức ăn cho chim và các con vật khác. Nó có vị ngọt dịu, có thể ăn tươi hoặc được dùng làm mứt ăn kèm với các loại bánh. Quả sau khi thu hoạch được bán cho các khu vực, tiểu bang khác tại Hoa Kỳ. V. pallidum cũng được trồng làm cảnh.